# Saint-Vigor-des-Monts
 Saint-Vigor-des-Monts  es una población y comuna francesa, situada en la región de Baja Normandía, departamento de Mancha, en el distrito de Saint-Lô y cantón de Tessy-sur-Vire.

## Demografía
| 590 | 518 | 414 | 332 | 280 | 285 |
| Para los censos de 1962 a 1999 la población legal corresponde a la población sin duplicidades (Fuente: INSEE [Consultar]) |     |     |     |     |     |

En 2008 tenía 289 habitantes.